# Эриче
Э́риче (итал. Erice) — коммуна в Италии, располагается в регионе Сицилия, в провинции Трапани. До 1934 года называлась Монте-Сан-Джулиано.
Население составляет 28 684 человек (2008 год), плотность населения составляет 606 чел./км². Занимает площадь 47 км². Почтовый индекс — 91016. Телефонный код — 0923.
Эриче располагается на одноимённой горе, высочайшая точка которой 751 метр над уровнем моря.
Покровительницей коммуны почитается Пресвятая Богородица, празднование в последнюю среду августа.
Древнегреческое название этой местности было Эрикс (др.-греч. Έρυξ).

## Демография
Динамика населения:

## Галерея

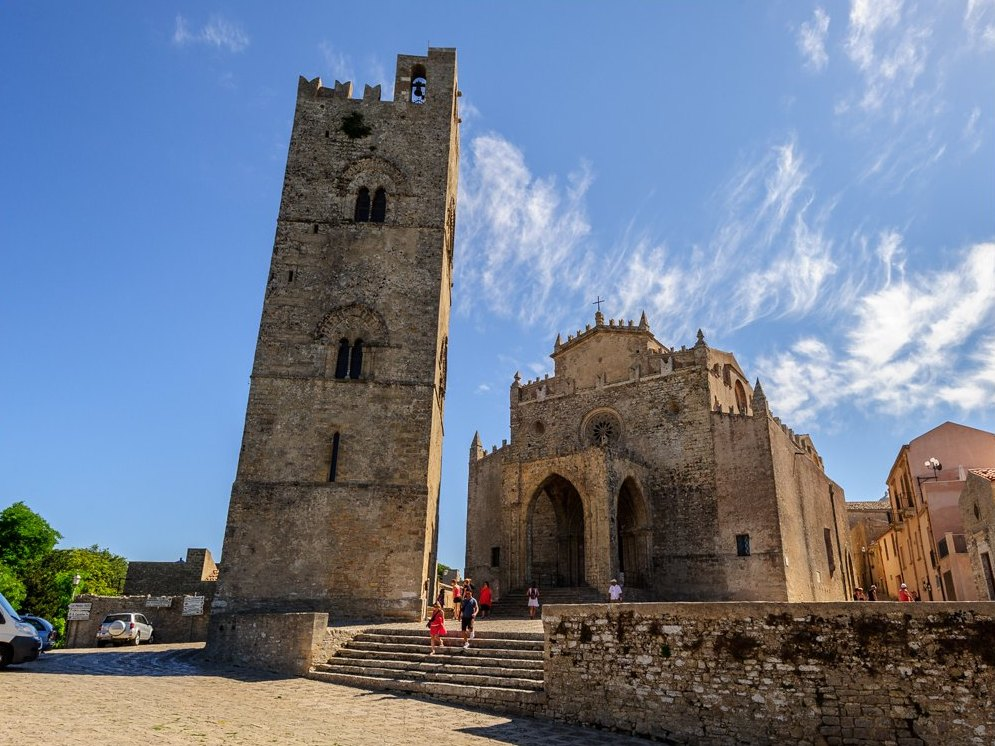
La Matrice con il campanile
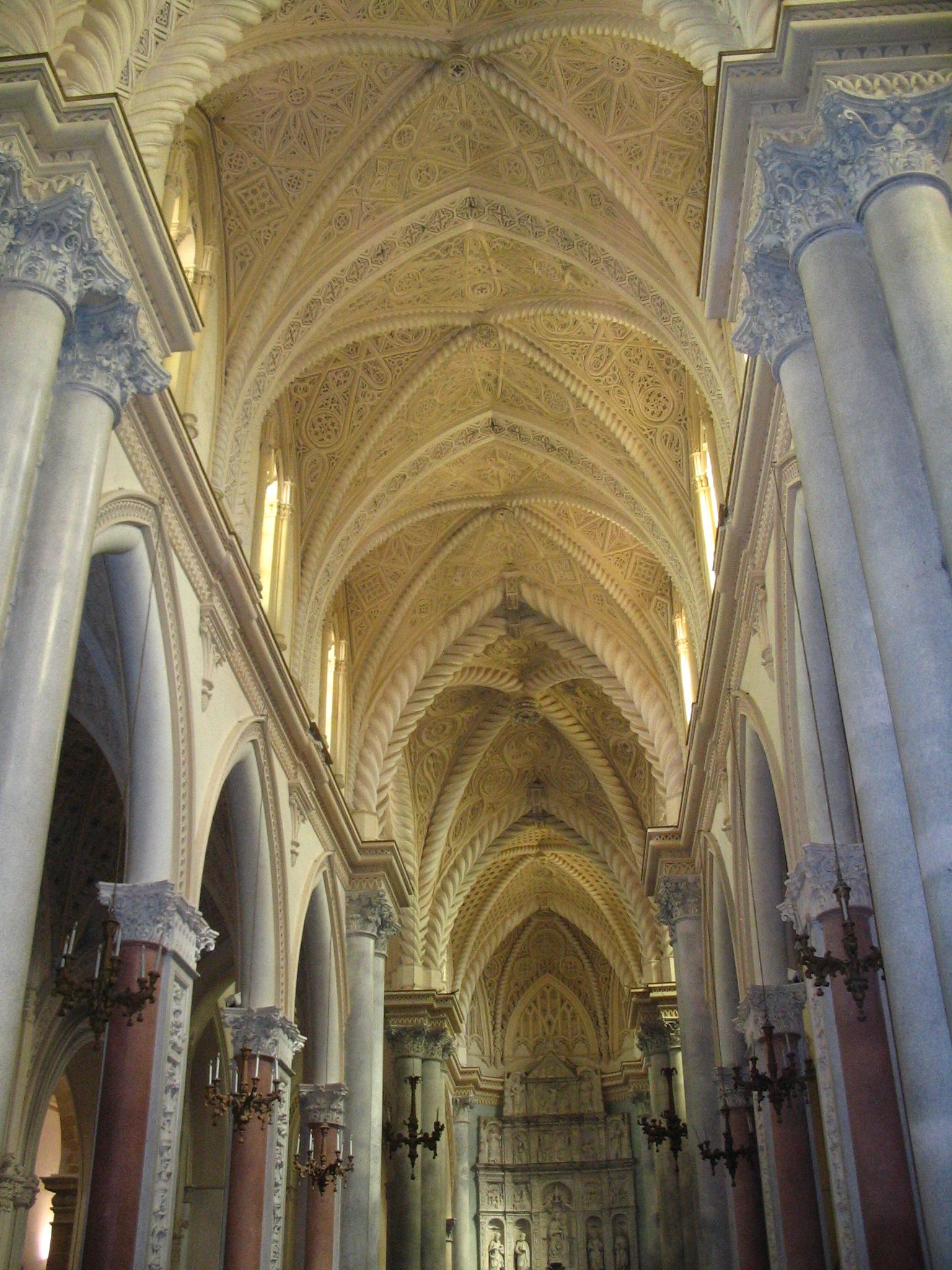
Interno della Matrice
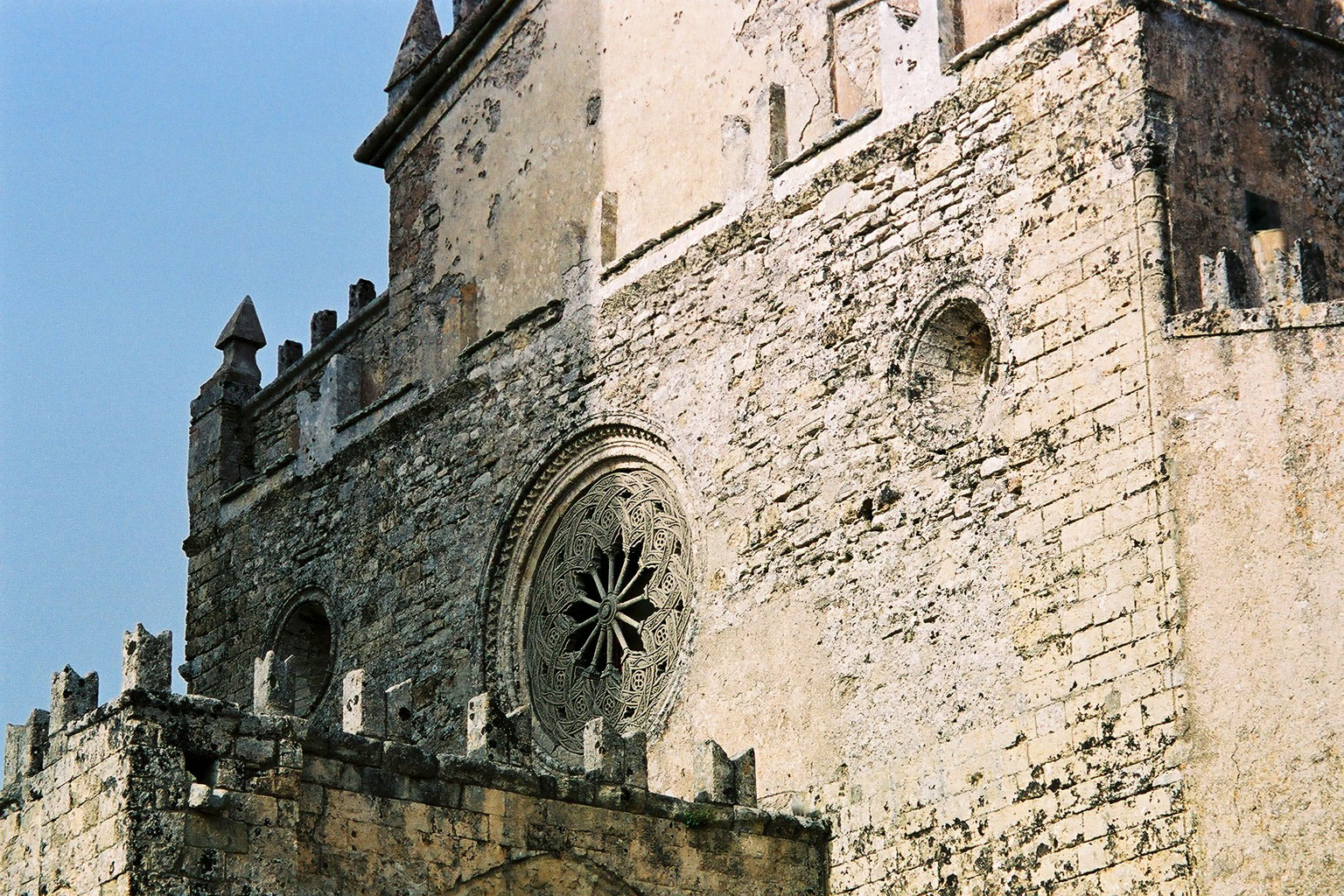
Rosone gotico della Matrice
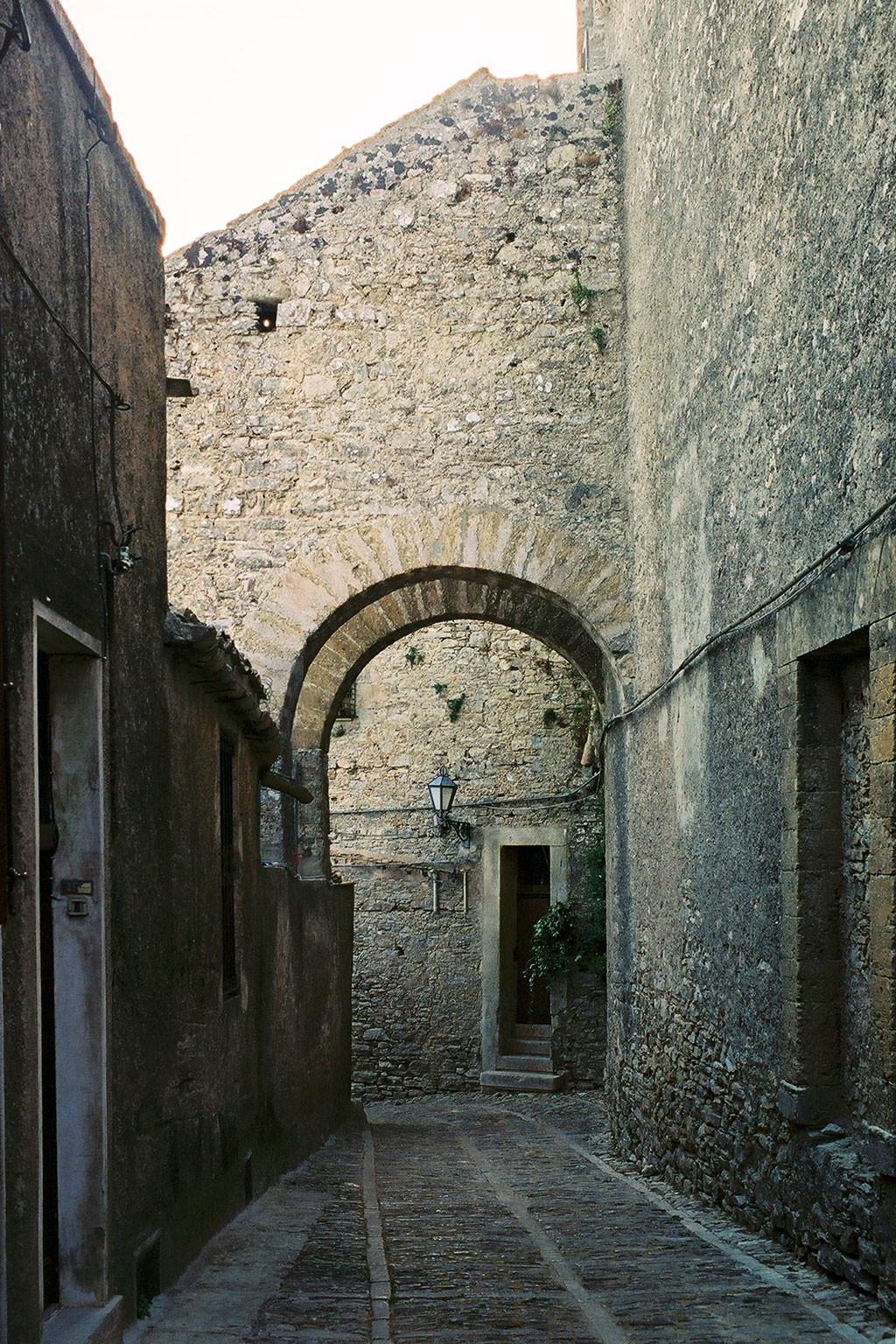
Виа Сан Карло
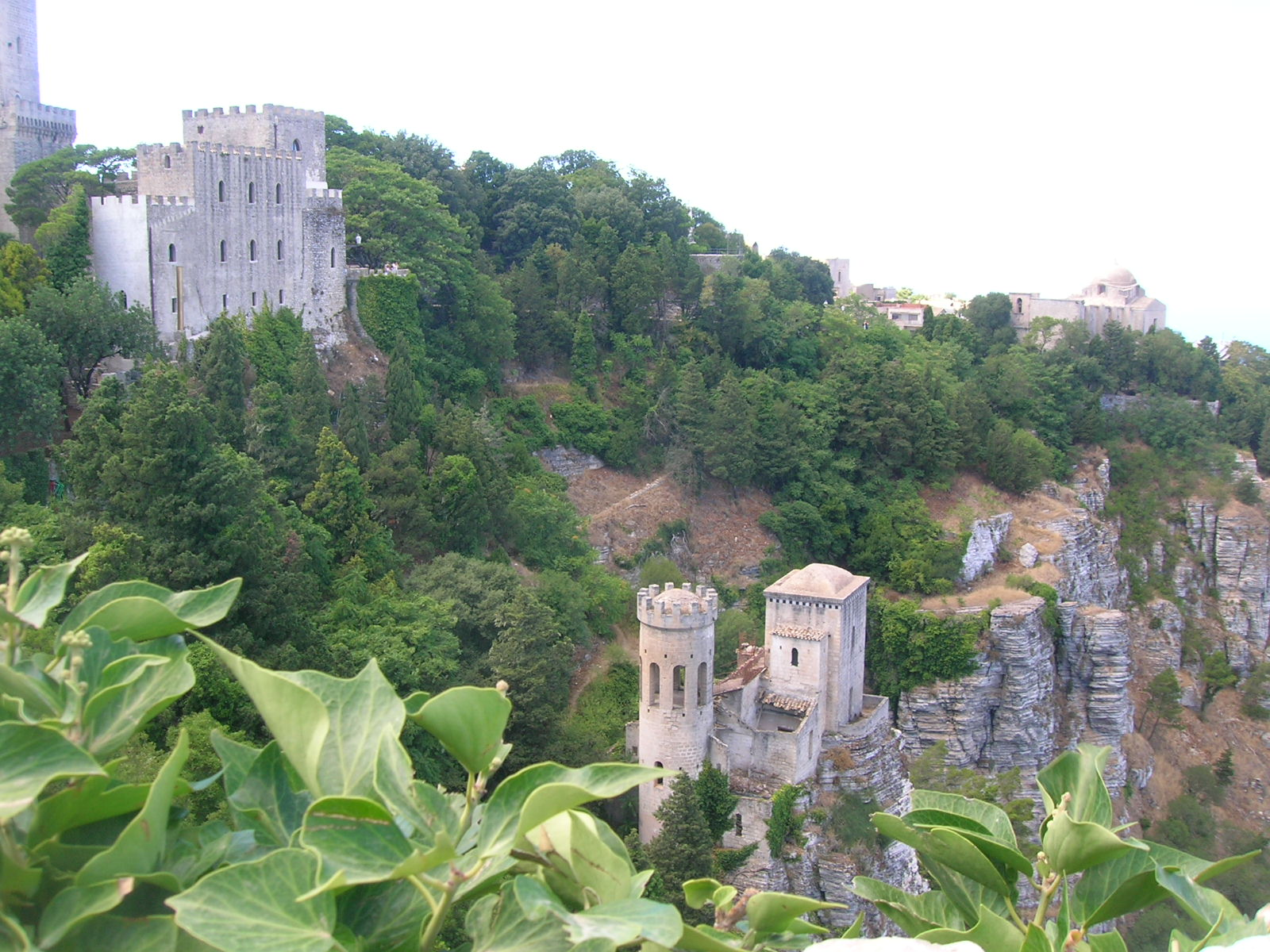
Замок Балио
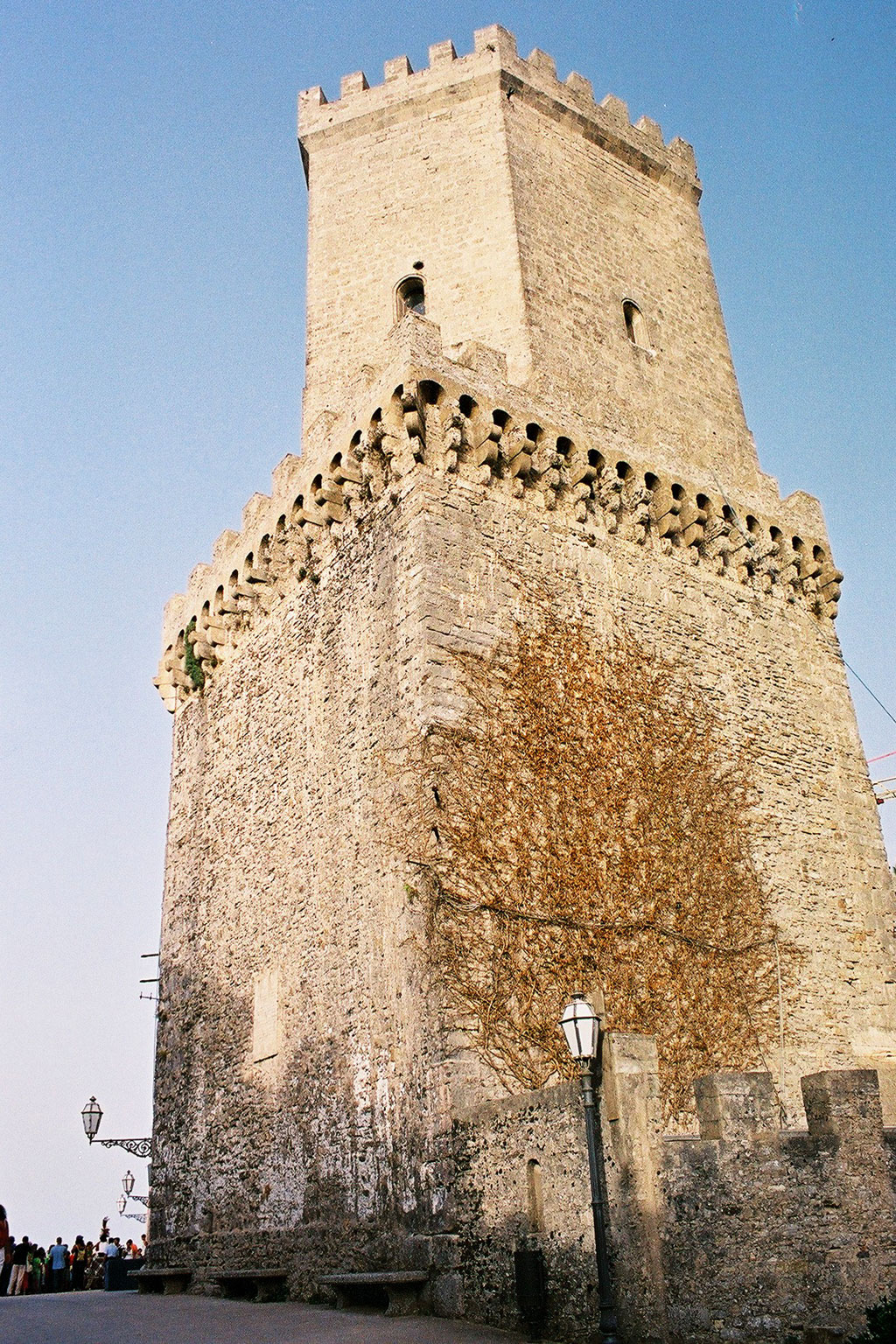
Башня замка Балио
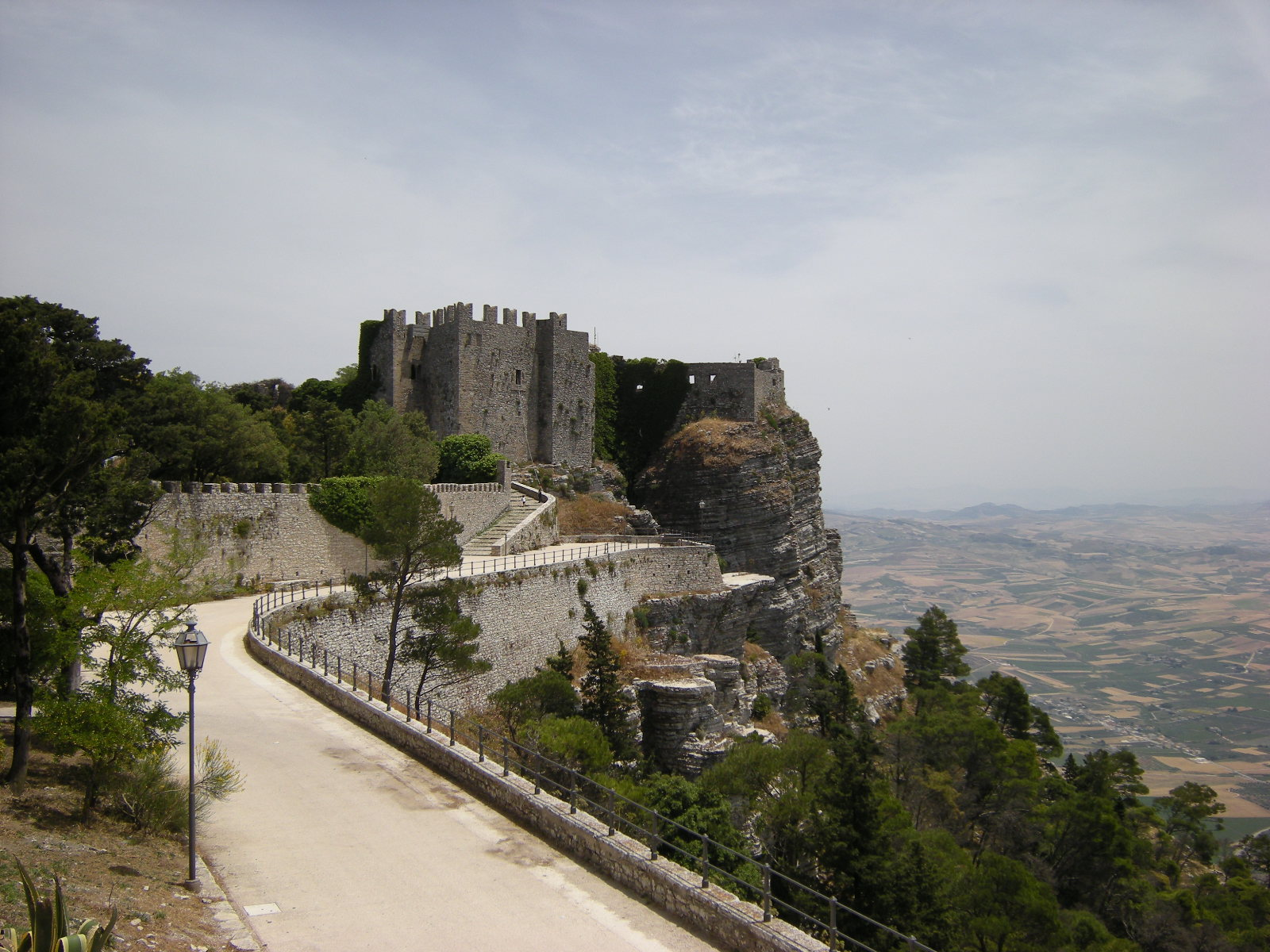
Замок Венере
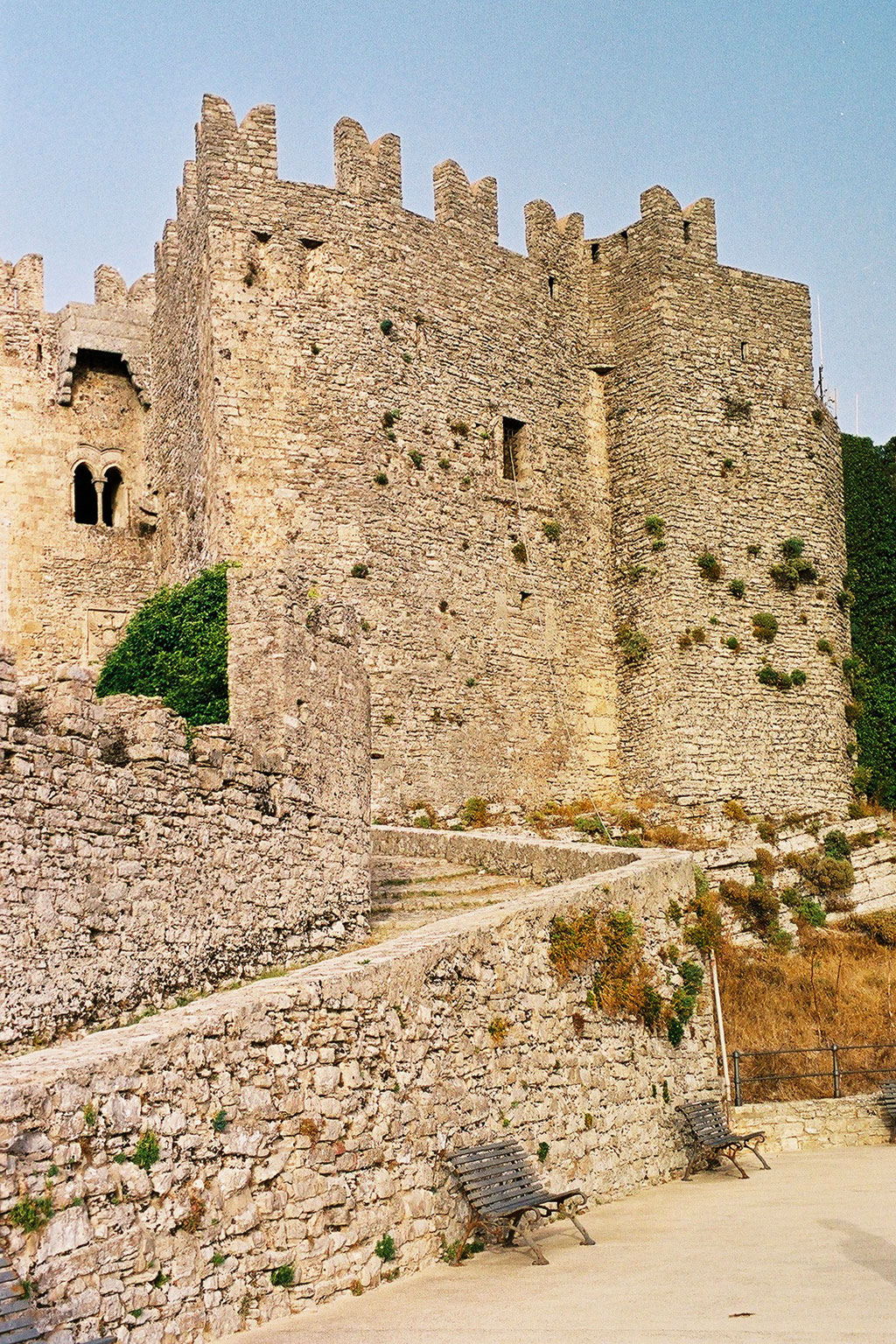
Стена замка Венере
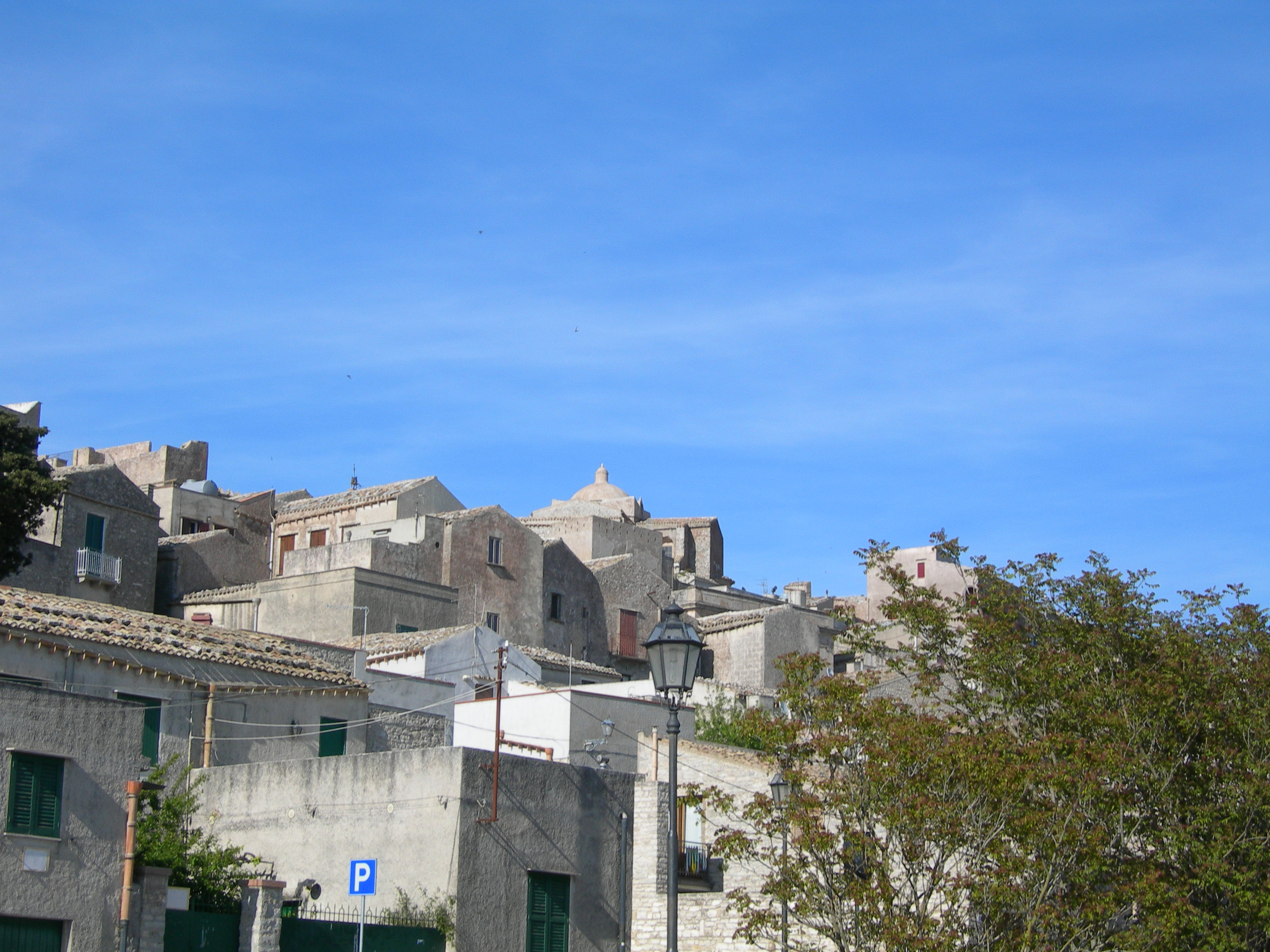
Крыши Эриче
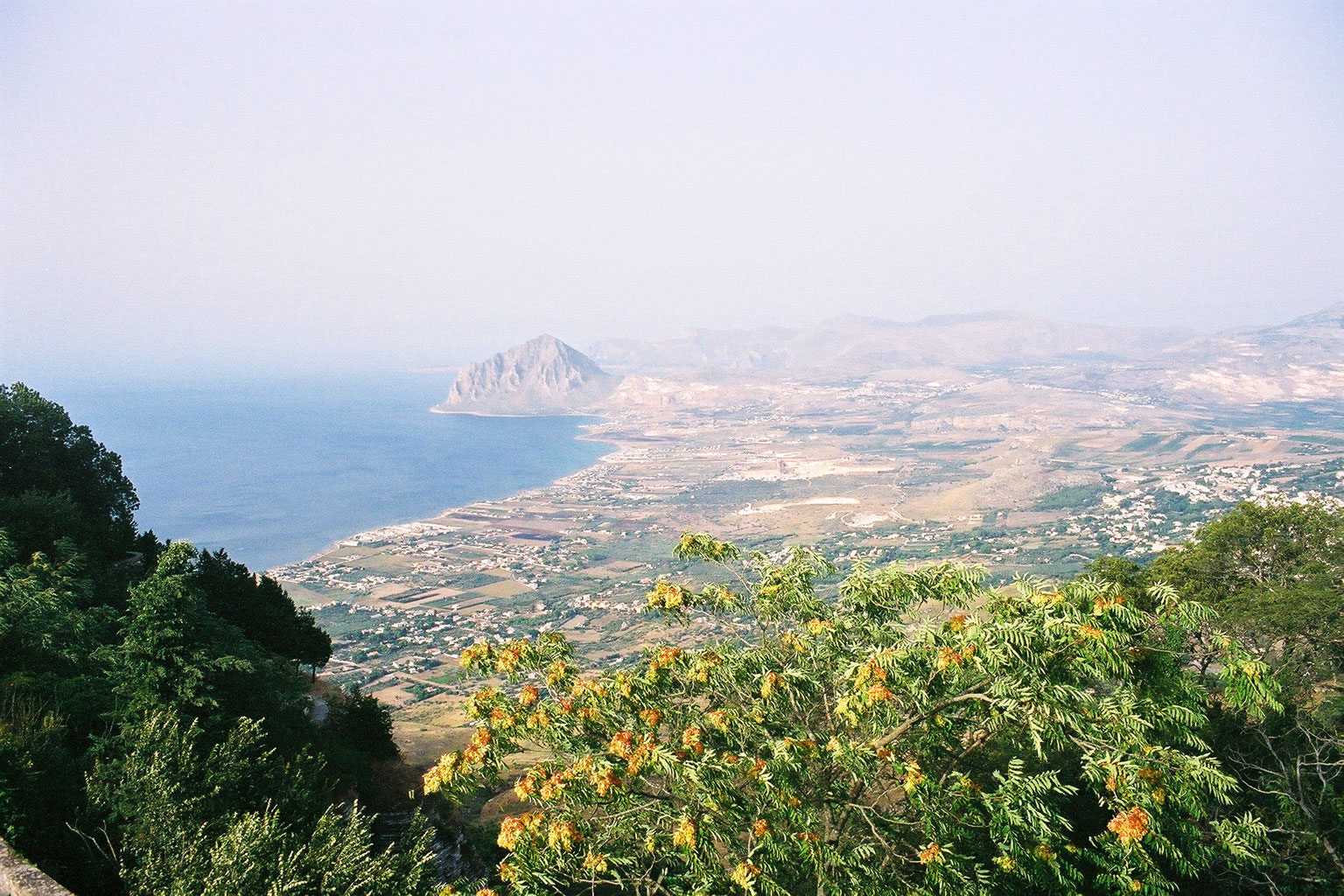
Vista su monte Cofano
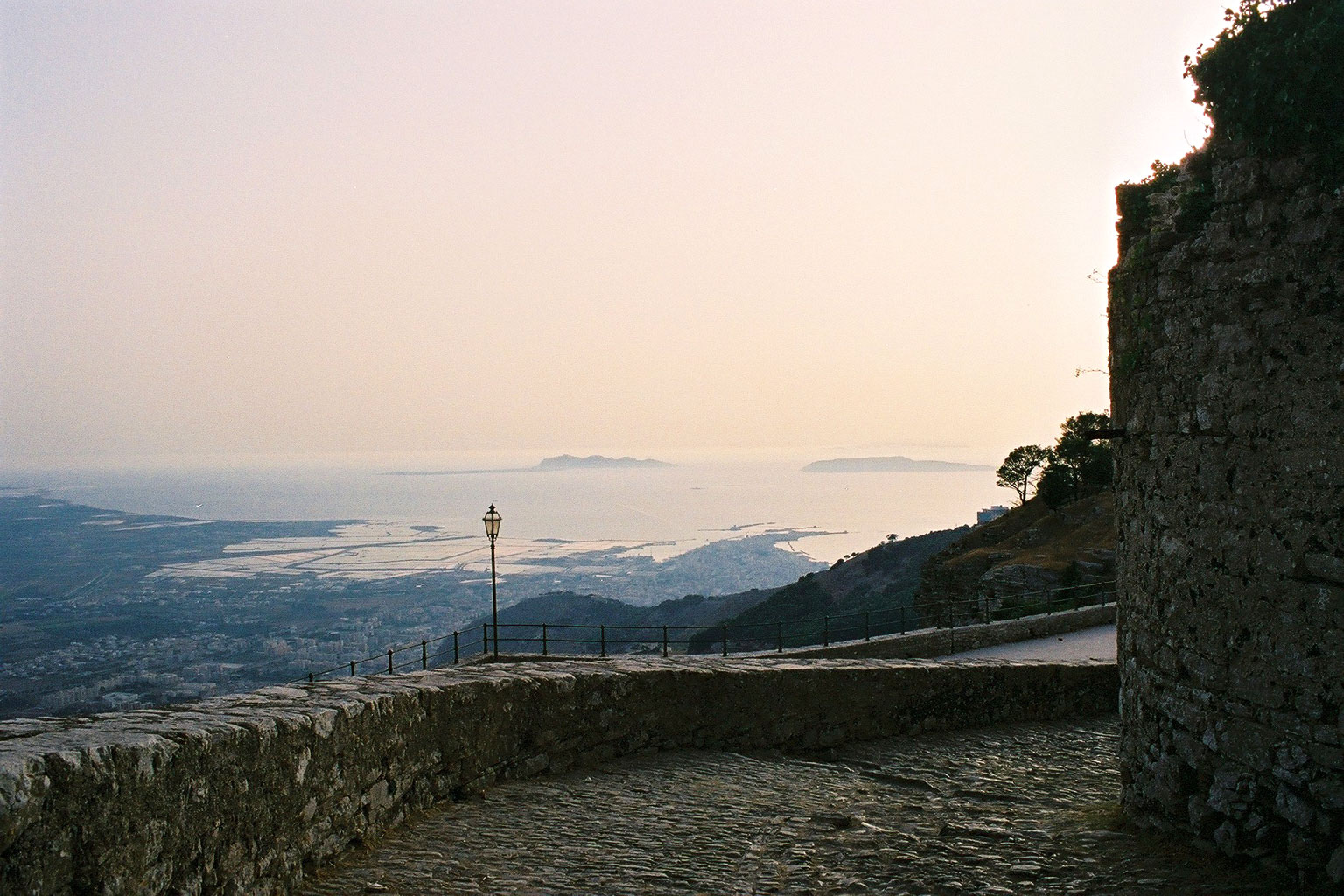
Trapani vista dal castello
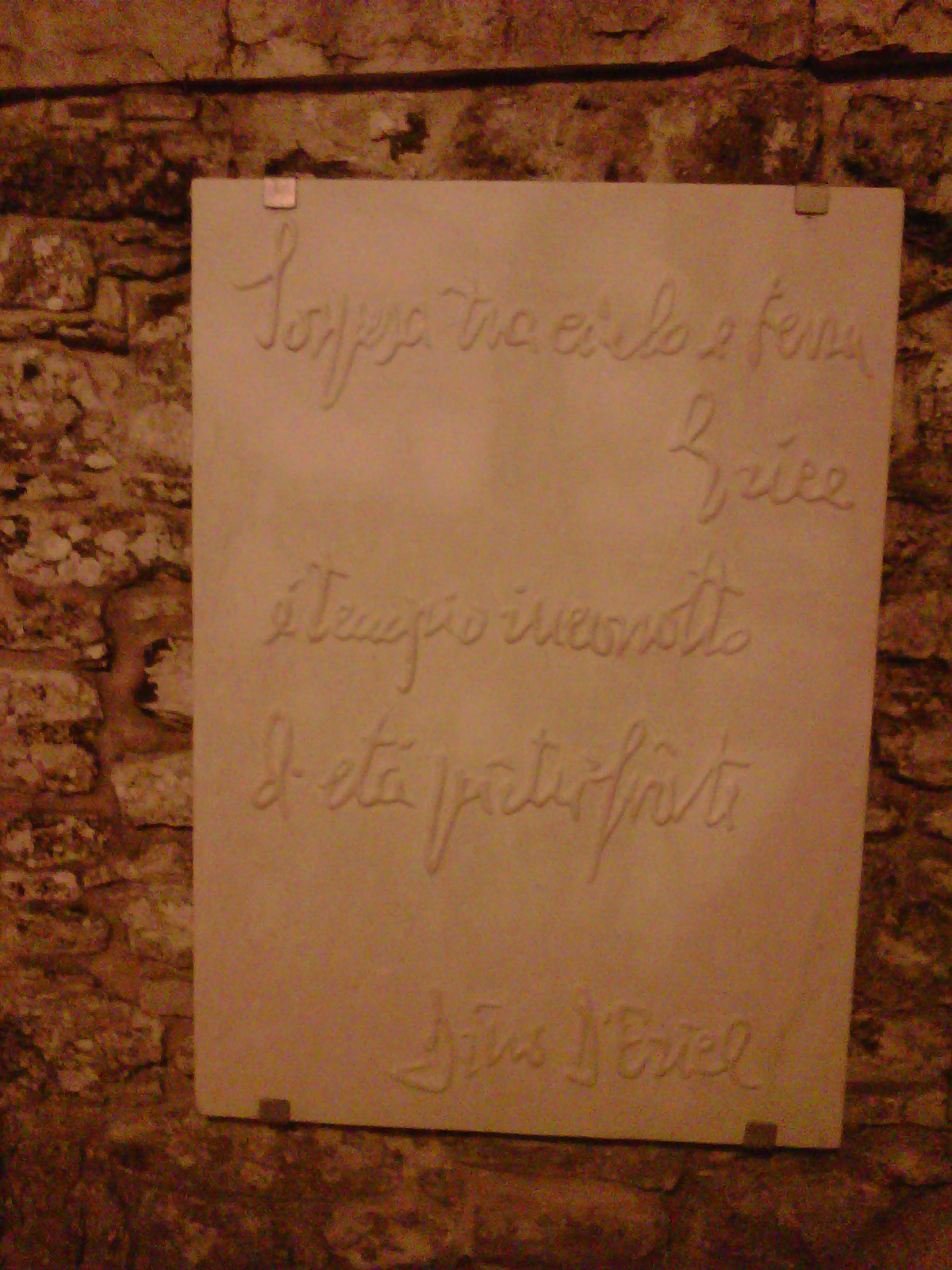
"Omaggio a Erice" di Dino d'Erice nei giardini del Balio